# 山陽物産
山陽物産株式会社（さんようぶっさん）は、愛媛県伊予市湊町に本社を置く企業。

## 概要
ホテルの客室に備え付けられている歯ブラシ、カミソリ、ヘアブラシ等をはじめとするホテルアメニティの企画・製造・販売を手がけている。国内シェアの約20パーセントを誇っている他、ホテルアメニティで培ってきたノウハウを生かし自社開発の業務用化粧品の製造・販売やOEM製造も手がけている。
2007年からプラスチックを使わない製品の開発に取り組み、2020年に食べられないお米（古米や砕米）のチップを約35%配合した歯ブラシを業界で初めて商品化した。

## 事業所
- 本社・伊予工場 - 愛媛県伊予市湊町206番地19
- 松前工場 - 愛媛県伊予郡松前町北黒田176-1
- 海外拠点 - 上海駐在所（中国）、ベトナム事務所（ベトナム）、ミャンマー事務所(ミャンマー)

## 沿革
- 1992年10月 - 「山陽物産有限会社」設立。ヘアーブラシ型のホテルアメニティ商品を開発・販売開始。
- 1993年 - 本社を愛媛県松山市余戸南4丁目に移転。
- 2003年 - ホテルアメニティ商品として「ソフトスリッパ」販売開始。
- 2005年 - 本社を愛媛県松山市余戸南3丁目に移転。
- 2007年 - Schickカミソリシリーズ製造提携･販売開始。
- 2008年 - 「山陽物産株式会社」に組織変更。フランスGM社と日本で唯一販売代理店契約を締結。化粧品製造業、化粧品製造販売業の許可取得。
- 2010年 - 本社、物流センターを統合し、愛媛県伊予郡松前町に移転。
- 2014年 - キッズシリーズ「むささびくんセット」販売開始。
- 2015年 - 上海駐在所を設置。
- 2018年 - HAJIMARIシリーズ販売開始。
- 2019年 - ベトナム現地法人を開設。
- 2020年 - 伊予工場を新築。ミャンマー支店、現地法人開設。バイオマスシリーズ「お米歯ブラシ」・「お米ヘアブラシ」商品化・販売開始。
- 2023年 - 本社を愛媛県伊予市湊町に移転。

## グループ会社
- 山陽刷子株式会社（ホテルアメニティ用品等の製造・販売）
- 株式会社サンヨーアメニティ（ホテルアメニティ用品の企画・販売）
- SANYO TRADING VIENAM., Co. Ltd
- SANYO TRADING JAPAN Co.,Ltd